# Ismael Barea
Ismael Barea Fernández (Los Palacios, Sevilla, 16 de julio de 2005) es un futbolista español que juega como mediocentro. Su club actual es el Club Deportivo Mirandés, cedido por el  Real Betis Balompié.

## Trayectoria
Militó en los escalafones inferiores del Real Betis hasta la categoría infantil. Posteriormente, pasó por el C.D. Utrera y por el San Roque Balompié, donde mostró buenas credenciales en División de Honor, que le abrieron las puertas para el retorno al club bético, con el que firmó su primer contrato profesional en 2023.
Durante las dos temporadas siguientes, jugó con el Betis Deportivo. El 31 de julio de 2025, tras renovar por el Real Betis hasta 2028, fue cedido al Club Deportivo Mirandés, que milita en la Segunda División. 

## Clubes
Actualizado al último partido disputado el 3 de agosto de 2025.
| Club                    | País   | Año       | Partidos | Goles |
| ----------------------- | ------ | --------- | -------- | ----- |
| Betis Deportivo         | España | 2023-2025 | 36       | 2     |
| Club Deportivo Mirandés | España | 2025-act. |          |       |